# 斎藤宗宜

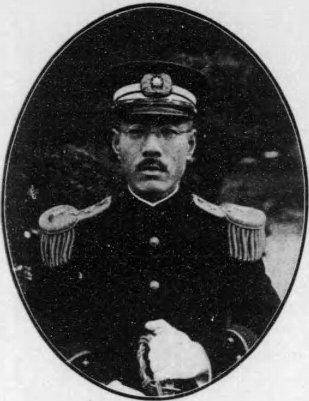
斎藤宗宜

斎藤 宗宜（さいとう むねのり、1881年（明治14年）4月1日 - 1939年（昭和14年）12月20日）は、日本の内務官僚、弁護士。府県知事。

## 経歴
静岡県出身。第一高等学校を経て、1908年、東京帝国大学法科大学法律学科（独法）を卒業。同年11月、文官高等試験行政科試験に合格。農商務省に入り山林属となるが、内務省に転じ、1910年、岐阜県山県郡長に就任した。
以後、群馬県学務課長、山形県警察部長、静岡県警察部長、宮城県警察部長、高知県・熊本県の各内務部長などを歴任。
1923年10月、宮崎県知事に就任。さらに、熊本県・大阪府の各知事を務める。1932年6月、京都府知事に就任。不況下の中小商工業者の救済に尽力し「産業知事」と呼ばれた。1935年1月、京都府知事を辞し退官。その後、弁護士となる。